# ハウリン・ウルフ (アルバム)
『ハウリン・ウルフ』（Howlin' Wolf）は、アメリカ合衆国のブルース・ミュージシャン、ハウリン・ウルフが1962年に発表した2作目のスタジオ・アルバム。ジャケット写真のイメージから『ザ・ロッキン・チェア・アルバム』とも呼ばれる。

## 背景
本作収録曲のうち最古の「フーズ・ビーン・トーキン」と「テル・ミー」は、1957年6月24日のセッションで録音された。また、「ハウリン・フォー・マイ・ベイビー」は1959年後半の録音で、チェス・レコードから発売されたオリジナル・シングルのタイトルは"Howlin' for My Darlin'"だった。残りの9曲は、1960年6月から1961年12月にかけての録音である。

## 評価・影響
Stephen Cookはオールミュージックにおいて5点満点中4.5点を付け「初期エレクトリック・ブルースの頂点と称するにふさわしい作品の一つで、いかなるブルース・コレクターにとっても必携である」と評している。『ローリング・ストーン』誌が2003年に選出した「オールタイム・グレイテスト・アルバム500」では223位にランク・インし、後の改定では238位となった。
「ザ・レッド・ルースター」は、後にサム・クックやローリング・ストーンズ等が「リトル・レッド・ルースター」というタイトルでカヴァーしたことでも知られる。

## 収録曲
特記なき楽曲はウィリー・ディクスン作。
Side 1
1. シェイク・フォー・ミー - "Shake for Me" - 2:17
2. ザ・レッド・ルースター - "The Red Rooster" - 2:29
3. ユール・ビー・マイン - "You'll Be Mine" - 2:29
4. フーズ・ビーン・トーキン - "Who's Been Talkin'" (Howlin' Wolf) - 2:24
5. ワン・ダン・ドゥードゥル - "Wang Dang Doodle" - 2:25
6. リトル・ベイビー - "Little Baby" - 2:48

Side 2
1. スプーンフル - "Spoonful" - 2:49
2. ゴーイン・ダウン・スロウ - "Going Down Slow" (Jimmy Oden) - 3:28
3. ダウン・イン・ザ・ボトム - "Down in the Bottom" - 2:13
4. バック・ドア・マン - "Back Door Man" - 2:52
5. ハウリン・フォー・マイ・ベイビー - "Howlin' for My Baby" - 2:34
6. テル・ミー - "Tell Me" (Howlin' Wolf) - 2:57